# Wintrange
Ne doit pas être confondu avec Vintrange.
Wintrange (luxembourgeois : Wëntreng, allemand : Wintringen) est une section de la commune luxembourgeoise de Schengen située dans le canton de Remich.